# Casearia resinifera
Casearia resinifera Spruce ex Eichler – gatunek rośliny z rodziny wierzbowatych (Salicaceae Mirb.). Występuje naturalnie w Peru oraz Brazylii (w stanach Acre, Amazonas, Pará, Bahia, Goiás oraz Rio de Janeiro). 

## Morfologia
PokrójZrzucające liście drzewo lub krzew.
LiścieBlaszka liściowa jest nieco skórzasta i ma podługowaty kształt. Mierzy 15–25 cm długości oraz 4,5–7 cm szerokości, jest piłkowana na brzegu lub niemal całobrzega, ma klinową nasadę i spiczasty wierzchołek. Ogonek liściowy jest nagi i dorasta do 5–10 mm długości.
OwoceMają podługowato-owalny kształt i osiągają 14 mm średnicy.